# Långmarkstjärnen
Långmarkstjärnen är en sjö i Kristinehamns kommun i Värmland och ingår i Göta älvs huvudavrinningsområde.